# 第二次薩摩亞內戰
第二次薩摩亞內戰是在1898年，美國、德國與英國為了薩摩亞島鏈的控制權而引發的衝突。戰爭結束在1899年三方會議之後，美國獲得島的東半部，德國取得島的西半部，而英國獲得其它原為德屬的太平洋島鏈。目前德屬薩摩亞已經成為獨立國家，美屬薩摩亞則仍在美國政府的管轄下。

## 過程
國王馬列托亞·勞佩帕（Malietoa Laupepa）在1898年去世，馬塔阿法·約瑟福（Mata'afa Iosefo）從流放中歸來並被薩摩亞酋長委員會選舉為權力代表。作為回應，英國皇家海軍和美國海軍在登陸阿皮亞港，以支持勞佩帕的兒子馬列托亞·塔努馬菲利一世（Malietoa Tanumafili I）對抗德國支持的馬塔阿法。
英美海軍登陸阿皮亞後，佔領了這座城市的大部分地區。馬塔阿法部隊在這裡發動了進攻，因此在阿皮亞港的英美軍艦開始轟炸這座城市周圍的敵人陣地。轟炸結束後馬塔阿法部隊撤退到了瓦萊勒的要塞，美國和英國的軍隊開始進入茂密的叢林尋找馬塔阿法的手下。
4月1日的第二次瓦萊勒戰役中，英美遠征隊受挫，他們撤回到阿皮亞向他們的指揮官報告他們的傷亡情況。4月13日，英軍向瓦萊萊以南推進。那天馬塔阿法發動了進攻，但被擊退。另一支英美遠征隊在瓦萊勒再次與馬塔阿法部隊戰鬥，叛軍再次獲勝。4月25日，在阿皮亞發生了第二場戰鬥，一小隊薩摩亞人襲擊了一支美國海軍陸戰隊巡邏隊，但被擊退，沒有造成任何人員傷亡。三國在1899年的三方會議中達成協議，分割薩摩亞群島。西薩摩亞成為德國殖民地，其後獨立成現今的薩摩亞國，東薩摩亞成為美國屬地直至現今，內戰結束。

## 畫廊

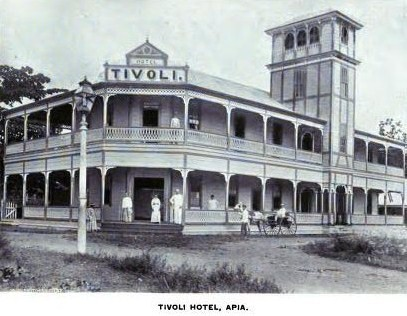
蒂沃利飯店在1896年阿皮亞戰役時作為美軍的指揮所。
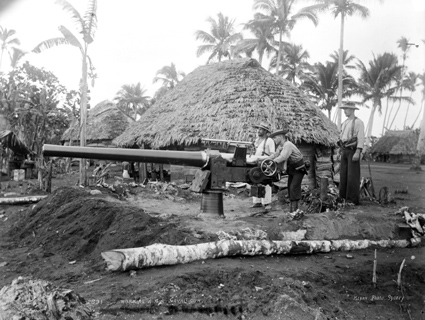
美國海軍陸戰隊和海軍艦砲,1899年。
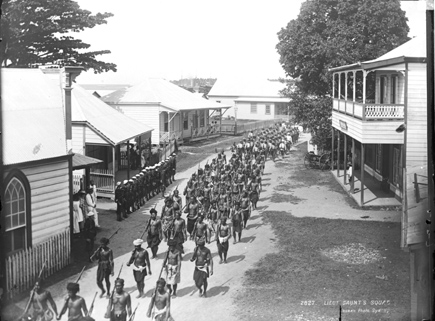
薩摩亞戰士和美軍，1899年3月阿皮亞之圍。
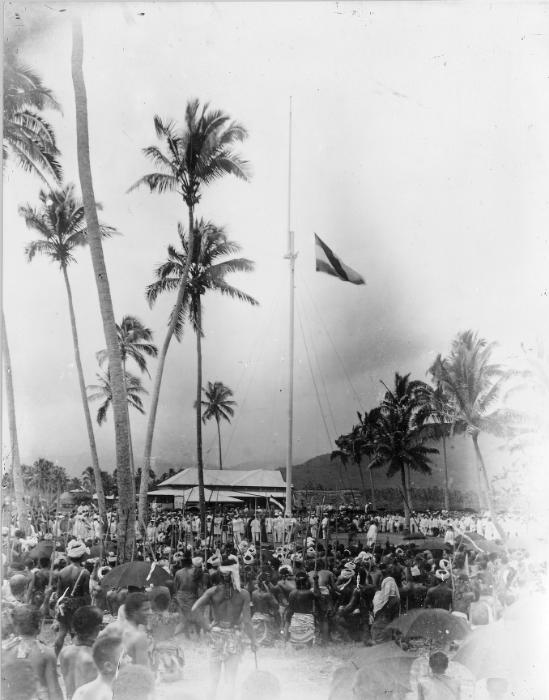
德國升旗典禮，紀念德屬薩摩亞在1900年建立。
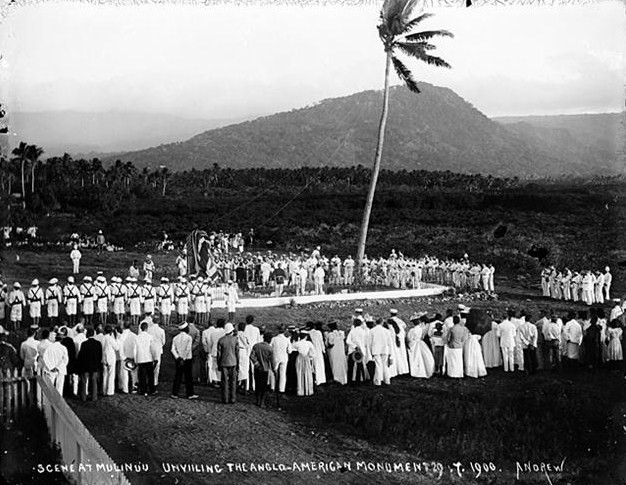
薩摩亞、美國和英國人在Mulinuu Peninsula豎立紀念碑, 1902年。
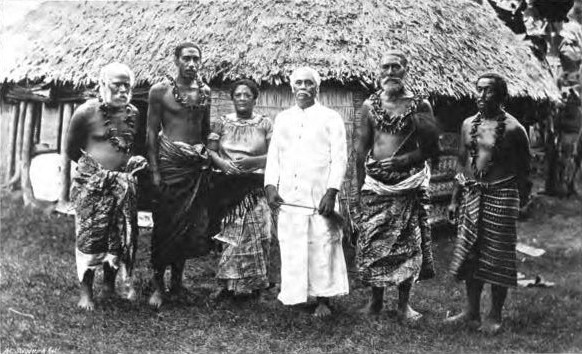
Mata'afa Iosefo 與其追隨者, 1902。

## 另見
- 三方會議
- 薩摩亞歷史
- 大洋洲歷史
- 薩摩亞危機
- 第一次薩摩亞內戰